# Dana Fuchs
Pour les articles homonymes, voir Fuchs.
Dana Fuchs (née le 10 janvier 1976 dans le New Jersey) est une chanteuse et actrice américaine.

## Biographie
Plus jeune d'une fratrie de six enfants, Dana Fuchs grandit dans la petite ville rurale de Wildwood (Floride). Son père est alcoolique et son grand-père s'est suicidé, ce qui est le début d'une série de tragédies familiales. Quand elle a douze ans, elle chante dans le First Baptist Gospel Choir, formé majoritairement d'afro-américains. À l'adolescence, elle suit des cours d'art dramatique et est dans un groupe de guitare. À 16 ans, elle commence à interpréter ses propres chansons. Elle commence à consommer des drogues illégales, abandonne l'école, quitte la maison et travaille comme strip-teaseuse. Après avoir déménagé à New York à 19 ans, elle prend un emploi de secrétaire juridique avant de retourner au strip-tease. Elle fait une psychothérapie et participe à des réunions de groupe pour commencer à faire face à ses difficultés. Peu de temps après, sa sœur, alcoolique et toxicomane, se suicide puis un frère meurt d'un cancer du cerveau. Son expérience de la mort et de la perte devient un thème de sa musique.

## Carrière
En 1998, Fuchs commence à se concentrer sur le chant et l'écriture de chansons influencée par son amour pour Esther Phillips et Etta James. Elle se produit dans des clubs de blues, et après avoir rencontré Jon Diamond, ils forment le Dana Fuchs Band et sortent l'album Lonely for a Lifetime (2003), partageant la scène avec des artistes tels que John Popper, James Cotton et Taj Mahal. Sa voix rauque donne des comparaisons avec la chanteuse rock Janis Joplin, elle incarne chanteuse dans la comédie musicale Love, Janis de 2001 à 2003. Lorsque la réalisatrice Julie Taymor veut faire un film sur quelqu'un avec une voix similaire à celle de Joplin, elle choisit Fuchs pour Across the Universe (2007).
Les albums de Fuch Bliss Avenue (2013) et Songs from the Road (2014) atteignent le Top 10 du Blues Album Chart du magazine Billboard.
Avec Jack Livesey, Fuchs écrit et interprète des chansons sur la bande originale film indépendant Sherrybaby de Laurie Collyer, y compris les chansons d'ouverture et de fin. Elle travaille pour MTV dans les années 1990 et 2000 en tant que voix de plusieurs de ses promotions à l'antenne.
Après avoir rempli son obligation contractuelle avec Ruf Records, Fuchs lance son propre label appelé Get Along Records. Au moyen d'une campagne de financement participatif réussie sur PledgeMusic, elle finance l'enregistrement à Memphis et produit par Kevin Houston avec des chansons co-écrites avec le guitariste et membre du groupe Diamond. Elle sort son album en mai 2018, Love Lives On sur le label.

## Discographie
Albums studios
- 2003 : Lonely for a Lifetime
- 2011 : Love To Beg
- 2013 : Bliss Avenue
- 2018 : Love Lives On
- 2022 : Borrowed Time

Live
- 2008 : Live in NYC

## Source de la traduction
- (es) Cet article est partiellement ou en totalité issu de l’article de Wikipédia en espagnol intitulé « Dana Fuchs » (voir la liste des auteurs).